# Babba Rivera
Babba Rivera, tidigare Canales, född 1990 i Kristianstad, är en svensk marknadsförare.

## Biografi
Babba Riveras föräldrar kom som flyktingar till Sverige från Chile. Hennes karriär som marknadsförare började i en glasögonbutik i Kristianstad. Hon flyttade sedan till Stockholm för att studera sälj- och marknadsföring. I samband med detta startade hon glasögonbloggen Bonocle som väckte uppmärksamhet i branschen. Bonocle ledde till att hon fick praktik och projektjobb på Mykita i Berlin. Efter ett år i Berlin flyttade hon tillbaka till Sverige och startade eget som konsult inom digital marknadsföring.
Hösten 2012 rekryterades Babba Rivera till Uber för att lansera taxitjänsten i Stockholm. I samband med att Uber Stockholm växte kraftigt värvades hon 2015 till företagets kontor i New York och dess marknadsföringsavdelning. År 2015 utsåg Veckans Affärer Rivera till årets supertalang. Samma år hamnade hon på tidningen Forbes lista över världstalanger under 30 år. År 2016 lämnade hon Uber för att arbeta som varumärkeschef på uppstartsbolaget Away som säljer högteknologiska resväskor. Efter att halvår lämnade hon Away för att starta egna byrån By Babba i New York. Byrån arbetar med varumärkesmarknadsföring.
Sedan 2017 är Babba Rivera gift med entreprenören Carl Waldekranz. Paret är bosatt i New York. I oktober månad 2020 fick makarna sitt första gemensamma barn, en dotter. 